# Droga wojewódzka 814
Die Droga wojewódzka 814 (DW 814) ist eine 21 Kilometer lange Droga wojewódzka (Woiwodschaftsstraße) in der polnischen Woiwodschaft Lublin, die Radzyń Podlaski mit Żminne verbindet. Die Strecke liegt im Powiat Radzyński und im Powiat Parczewski.

## Streckenverlauf
Woiwodschaft Lublin, Powiat Radzyński
-  Radzyń Podlaski (DK 19, DK 63)
- Niewęgłosz
- Rozwil
- Świerże
- Drelów

Woiwodschaft Lublin, Powiat Parczewski
-  Żminne (DW 815)